# Теракт в Эль-Кувейте
Террористический акт в Кувейте произошёл 26 июня 2015 года. Террорист-смертник осуществил взрыв в шиитской мечети в районе Эс-Савабир города Эль-Кувейт, где в этот момент проходила пятничная молитва. В результате теракта погибли 27 человек, по меньшей мере 227 пострадали. Ответственность за произошедшее взяла на себя террористическая организация «Исламское государство».
Теракт в Эль-Кувейте стал первым такого рода нападением в стране за более чем десять лет.
В этот же день произошли два других крупных теракта, ответственность за которые также взяла на себя террористическая организация ИГ: атака на завод во Франции и нападение на отели в тунисском городе Сус.

## Расследование
По информации министерства внутренних дел Кувейта смертником, совершившим теракт, был некий Фахад Сулейман Абдель Мохсен аль-Каббала, гражданин Саудовской Аравии. Он прибыл в страну 26 июня, в этот же день и совершил теракт.
Спецслужбами были арестованы три человека по подозрению в соучастии в совершении теракта, среди них — Абдель Рахман Сабах Айдан 1989 года рождения, водитель автомобиля, на котором к месту взрыва был доставлен смертник. Мужчина незаконно проживал на территории Кувейта.

## Реакция
Выразили соболезнования народу Кувейта и осудили теракт Генеральный секретарь ООН Пан Ги Мун, а также лидеры и представители многих государств, в том числе президент Республики Беларусь Александр Лукашенко, президент Египта Абдул-Фаттах Ас-Сиси, премьер-министр Канады Стивен Харпер, президент России Владимир Путин, президент США Барак Обама, представители Европейского союза.